# Frank Lupton

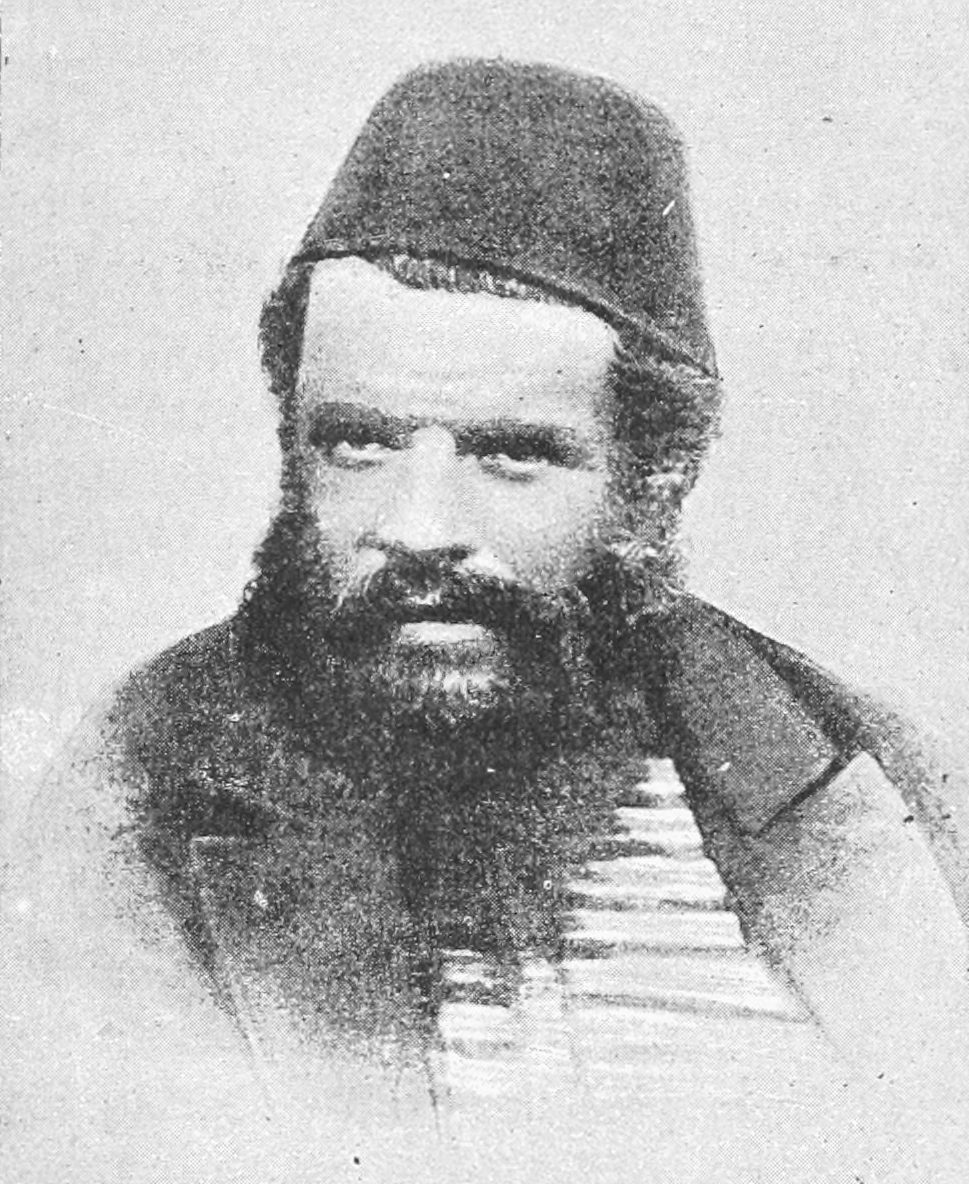
Frank Lupton

Frank Miller Lupton Bey (geb. 1854 in Ilford, Essex, heute Redbridge, London; gest. am 8. Mai 1888 in Khartum) war ein britischer Verwaltungsbeamter im ägyptischen Sudan. Zu Beginn des Mahdi-Aufstands war er Gouverneur (mudir) der Provinz Bahr-al-Gazal.

## Leben

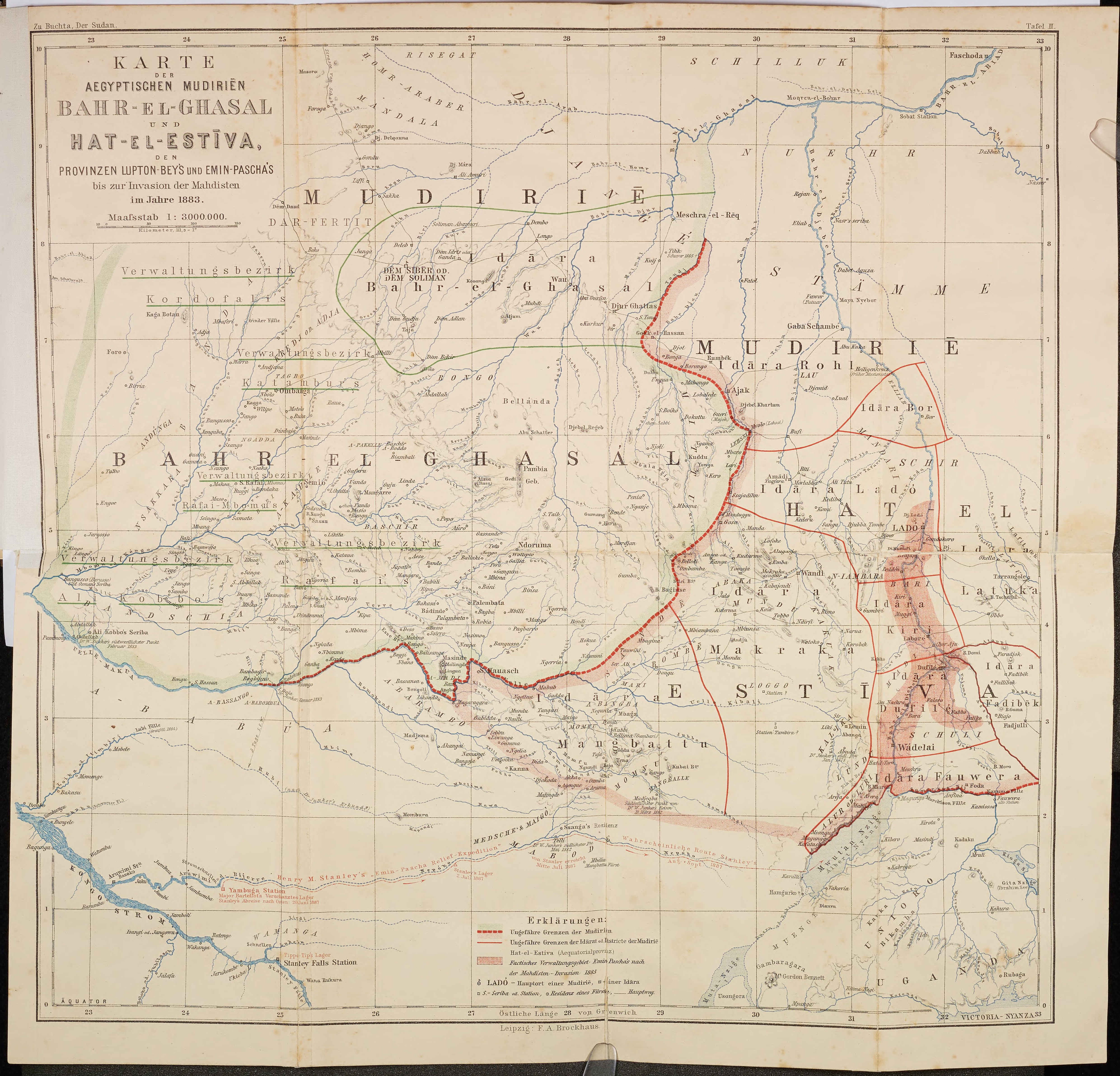
Zeitgenössische Karte der Provinzen Bahr al-Ghazal und Äquatoria am Vorabend der mahdistischen Invasion

Lupton wuchs in seinem Geburtsort Ilford als Sohn eines lokalen Händlers auf. 1878 wurde er Offizier in der britischen Handelsmarine. Während eines Aufenthalts in Khartum im Jahr 1879 wurde er durch Charles Gordon, den Generalgouverneur (hikimdar) der ägyptischen Provinz Sudan, als Verwaltungsbeamter engagiert und sollte Emin Bey als Gouverneur der Provinz Äquatoria ablösen. Aufgrund des Sudds benötigte er für seine Reise über den Nil von Khartum nach Lado, der Provinzhauptstadt Äquatorias, fast zwei Jahre. Emin Bey verweigerte seine Ablösung und ernannte Lupton im Dezember 1880 stattdessen zu seinem Stellvertreter (mamur) und zum Bezirksgouverneur (nazir) von Latuka. Ab Juli 1881 hielt Lupton sich in Khartum auf, wo er vom neuen Generalgouverneur Sudans, Rauf Pascha, zum Nachfolger von Romolo Gessi als Gouverneur der Provinz Bahr-al-Gazal ernannt wurde. Sein neues Amt trat er im Dezember 1881 an. Dort war er mit Aufständen verschiedener Dinka-Stämme konfrontiert, die sich im Namen von Muhammad Ahmad (Mahdi-Aufstand) erhoben hatten. 1883 entsandte Muhammad Ahmad Karam Allah nach Bahr-al-Ghazal, um die Provinz zu erobern. Auf sich allein gestellt kapitulierte Lupton am 28. April 1884. Um sein Leben zu erhalten, konvertierte er in der Gefangenschaft zum Islam. Ihm wurde erlaubt als Sklave mit seiner Familie in al-Ubayyid zu leben, wo er die ebenfalls Gefangenen Josef Ohrwalder und später Rudolf Slatin begegnete. Als Muhammad Ahmad, der Anführer des Mahdi-Aufstandes, nach Omdurman aufbrach, um mit seinen Horden die Belagerung von Khartum zu unterstützen, mussten alle europäischen Gefangenen, einschließlich Lupton und seine Familie, diesen begleiten. Dort angekommen wurde Lupton in Ketten gelegt. Im September 1885 wurde er auf Intervention von Rudolf Slatin bei Abdallahi ibn Muhammad, Nachfolger von Muhammad Ahmad, von seinen Ketten befreit und aus dem Zustand der Sklaverei entlassen, durfte sich aber nur innerhalb Khartums frei bewegen. Lupton und seine Familie lebten fortan in größter Armut. Durch Mangelernährung verschlechterte sich sein Gesundheitszustand und er starb ausgezehrt am 8. Mai 1888 an Meningitis.